# Carex chlorantha
Carex chlorantha är en halvgräsart som beskrevs av Robert Brown. Carex chlorantha ingår i släktet starrar, och familjen halvgräs. Inga underarter finns listade i Catalogue of Life.